# 3884-es busz
A 3884-es jelzésű autóbuszvonal egy Sárospatak és Háromhuta között közlekedő helyközi járat, amelyet a Volánbusz Zrt. üzemeltet hétfő és szombat között, Sárazsadány, az Olaszliszka-Tolcsva vasútállomás és Komlóska érintésével.

## Útvonala
Sárospatak vasútállomásról indul. A várost délnyugati irányban hagyja el az Arany János úton. Első település Bodrogolaszi. A járatok fele érinti Sárazsadányt oly módon, hogy a felső megállóján (mely az országúton található) érkezik a faluba, alsó megállóján távozik a faluból. A vonal 11. kilométerénél ér Vámosújfaluba, ahol az Olaszliszka-Tolcsva vasútállomás helyezkedik el, a 3884-es buszok közül egy-kettő itt végállomásozik. Tolcsva felé hajt tovább, melyet a szomszédos Erdőhorváti követ. A Központi-Zemplénben halad, Komlóskára is általában kitér. Háromhuta községben robog, egy hétfőtől szombatig közlekedőnek az itt megtalálható Rákóczi utca is útjába esik, de a többi az újhutai autóbusz fordulónál végállomásozik – legalábbis az a pár darab.
Ellentétes irányban útvonala változatlan.

## Közlekedése
Indításszáma alacsony, útvonala a 3885-ös és 3891-es vonalakéból áll össze. Mindössze utóbbi jön ki Újhutáig ezen buszokon kívül. Sárospatakon és Vámosújfaluban is vasúti csatlakozást nyújt jellemzően mind a két irányba, esetenként mind a két irányból, Borsod-Abaúj-Zemplén ezen részének ritka tömegközlekedéséből adódóan, illetve részben turisztikai szempontból is.
| Útvonal                                         | Indításszám | Közlekedési rend |
| ----------------------------------------------- | ----------- | ---------------- |
| Sárospatak, vá. – Tolcsva, aut. ford.           | 1 pár       | munkanapokon     |
| Sárospatak, vá. ➝ Komlóska, községi kút         | 1 oda       | tanítási napokon |
| Sárospatak, vá. – Újhuta, aut. ford.            | 1 pár       | hétfő-szombat    |
| Olaszliszka-Tolcsva vá. ➝ Újhuta, aut. ford.    | 1 oda       | tanítási napokon |
| Komlóska, községi kút ➝ Olaszliszka-Tolcsva vá. | 1 oda       | tanítási napokon |
| Erdőhorváti, templom ➝ Sárospatak, vá.          | 1 oda       | munkanapokon     |

## Megállóhelyei
| 0                                                       | Sárospatak, vasútállomás végállomás                   | 0.0 km  | 1449 3729, 3869, 3870, 3871, 3872, 3873, 3875, 3878, 3879, 3880, 3881, 3882, 3883, 3885, 3886, 3888, 3889, 3930 Füzér InterCity, Zemplén InterCity, személyvonat – Sárospatak [80.] |
| 1                                                       | Sárospatak, Bodrog Áruház                             | 0.9 km  | 1449 3729, 3869, 3872, 3873, 3875, 3878, 3879, 3880, 3881, 3882, 3883, 3885, 3886, 3888, 3889, 3923                                                                                 |
| 2                                                       | Sárospatak, Árpád Vezér Gimnázium                     | 1.8 km  | 1449 3729, 3881, 3885 |
| 3                                                       | Sárospatak, Arany János utca 75.                      | 2.4 km  | 1449 3881, 3885 |
| 4                                                       | Sárospatak, Arany János utca 107.                     | 2.7 km  | 1449 3881, 3885 |
| 5                                                       | Bodroghalász bejárati út                              | 3.1 km  | 1449 3729, 3881, 3885 |
| 6                                                       | Baromfikeltető (21-es km-kő)                          | 4.7 km  | 3729, 3885 |
| 7                                                       | Bodrogolaszi, sporttelep                              | 5.9 km  | 3729, 3885 |
| 8                                                       | Bodrogolaszi, iskola                                  | 6.4 km  | 1449 3729, 3881, 3885 Zemplén InterCity, személyvonat – Bodrogolaszi [80.] |
| 9                                                       | Sárazsadány felső bejárati út                         | 8.5 km  | 1449 3729, 3881, 3885 |
| Munkanapokon 4; szabadnapokon 1 indítás érinti.         |                                                       |         | |
| ∫                                                       | Sárazsadány, vegyesbolt                               | ∫       | 3885 |
| ∫                                                       | Sárazsadány, községháza                               | ∫       | 3885 |
| ∫                                                       | Sárazsadány, Dózsa György utca                        | ∫       | 3885 |
| 10                                                      | Sárazsadány alsó bejárati út                          | 10.2 km | 1449 3729, 3881, 3885 |
| 11                                                      | Vámosújfalu, temető                                   | 11.7 km | 3729, 3885 |
| 12                                                      | Vámosújfalu, vegyesbolt                               | 12.2 km | 1449 3729, 3881, 3885, 3891 |
| 13                                                      | Olaszliszka-Tolcsva vasútállomás vonalközi végállomás | 12.6 km | 1449 3868, 3881, 3885, 3890, 3891 Füzér InterCity, Zemplén InterCity, személyvonat – Olaszliszka-Tolcsva [80.]                                                                      |
| 14                                                      | Vámosújfalu, vegyesbolt                               | 13.0 km | 1449 3729, 3881, 3885, 3891 |
| 15                                                      | Tolcsva, állami gazdaság borkombinát                  | 15.2 km | 3729, 3891 |
| 16                                                      | Tolcsva, községháza                                   | 15.9 km | 3729, 3868, 3891 |
| 17                                                      | Tolcsva, vegyesbolt                                   | 16.5 km | 3729, 3868, 3891 |
| Az itt végállomásozók érintik.                          |                                                       |         | |
| ∫                                                       | Tolcsva, autóbusz-forduló vonalközi végállomás        | ∫       | 3729, 3868, 3891 |
| 18                                                      | Erdőhorváti, Kassai utca 18.                          | 19.7 km | 3891 |
| 19                                                      | Erdőhorváti, templom vonalközi végállomás             | 20.1 km | 3891 |
| Tanítási napokon 1; szabadnapokon 1 indítás nem érinti. |                                                       |         | |
| 20                                                      | Erdőhorváti, Egres utca                               | 20.7 km | 3891 |
| 21                                                      | Komlóska, erdészház                                   | 23.7 km | 3891 |
| 22                                                      | Komlóska, községi kút vonalközi végállomás            | 24.5 km | 3891 |
| 23                                                      | Komlóska, erdészház                                   | 25.3 km | 3891 |
| 24                                                      | Erdőhorváti, Egres utca                               | 28.3 km | 3891 |
| 25                                                      | Erdőhorváti, templom vonalközi végállomás             | 28.9 km | 3891 |
| 26                                                      | Erdőhorváti, Kassai utca 128.                         | 29.5 km | 3891 |
| 27                                                      | Máriamajor                                            | 31.8 km | 3891 |
| 28                                                      | Háromhuta, Erdészet utca 1.                           | 35.6 km | 3891 |
| 29                                                      | Háromhuta-Óhuta elágazás                              | 36.1 km | 3891 |
| Munkanapokon 1; szabadnapokon 1 indítás érinti.         |                                                       |         | |
| ∫                                                       | Háromhuta-Óhuta, Rákóczi utca                         | ∫       | 3891 |
| 29                                                      | Háromhuta-Óhuta elágazás                              | 36.1 km | 3891 |
| 30                                                      | Háromhuta-Középhuta, templom                          | 37.9 km | 3891 |
| 31                                                      | Háromhuta-Újhuta, autóbusz-forduló végállomás         | 39.8 km | 3891 |